# Moa Petersén
Moa Alexandra Goysdotter Petersén, född 23 augusti 1981, är docent i digitala kulturer. och verksam som lektor vid Institutionen för kulturvetenskaper vid Lunds universitet. 

Moa Petersén disputerade 2013 i konsthistoria vid Lunds universitet med avhandlingen Impure Vision: American staged art photography of the 1970s. Avhandlingen undersöker skiftet mellan modernism och postmodernism inom amerikanskt konstfoto. Moa Petersén forskar om den svenska biohacker- och grinderrörelsen, om hur konst kan framställa framtida klimatförändring och om amerikansk fotografi. Moa Petersén forskar om hur mänskliga rättigheter kan säkerställas när samhället digitaliseras.